# Hermann Crüger
Hermann Crüger (* 11. Februar 1818 in Hamburg; † 28. Februar 1864 in San Fernando, Trinidad) war ein deutscher Botaniker und Pharmazeut.

## Biografie
Crüger studierte in seiner Geburtsstadt und in Lüneburg Pharmazie und ließ sich 1841 auf Trinidad als Apotheker nieder. 1847 erforschte er als Erster systematisch die Flora der trinidadischen Insel Chacachacare. 1857 übernahm er die Leitung des botanischen Gartens in Port of Spain und hatte diese bis zu seinem Tod inne. Crüger sammelte sowohl in seiner Wahlheimat als auch auf Jamaika, Kuba und in Venezuela Pflanzen und veröffentlichte zwei Bücher. Er stand in Kontakt mit Charles Darwin, der in Über die Entstehung der Arten auf Crügers Beobachtung der Kesselfalle bei der Coryanthes hinwies. Der Hamburger schickte Darwin auch ein Exemplar zu, das den Vorgang der Befruchtung durch die Kesselfalle veranschaulicht.
Crüger starb auf Trinidad, sein Herbarium wurde vom botanischen Garten übernommen. Einige gesammelte Exemplare hatte er jedoch auch nach Berlin und an die Royal Botanic Gardens gesandt.
Sein Autorenkürzel war Crueg.